# Oldany
Oldany est une île du Royaume-Uni située en Écosse dans le comté de Sutherland.
C'est une île inhabitée dont la superficie est de 200 hectares et qui culmine à une hauteur de 104 mètres.  